# فرينتش فيليج (ميزوري)
فرينتش فيليج (بالإنجليزية: French Village)‏ هي إحدى المجتمعات الفردية (غير مصنفة) في ولاية ميزوري في الولايات المتحدة الأمريكية.